# Liste der Verkehrsflughäfen in Nord- und Mittelamerika
Diese Liste stellt eine Übersicht der wichtigsten Verkehrsflughäfen auf dem nordamerikanischen Kontinent sowie im Gebiet Mittelamerikas dar.

## Wichtige nord- und mittelamerikanische Verkehrsflughäfen

### Amerikanische Jungferninseln (Vereinigte Staaten)
| Name des Flughafens   | IATA-Code | ICAO-Code | Passagiere     | Zugeordnete Stadt |
| --------------------- | --------- | --------- | -------------- | ----------------- |
| Cyril E. King Airport | STT       | TIST      | 1,44 Mio. 2017 | Saint Thomas      |

### Anguilla (Vereinigtes Königreich)
| Name des Flughafens                    | IATA-Code | ICAO-Code | Passagiere  | Zugeordnete Stadt |
| -------------------------------------- | --------- | --------- | ----------- | ----------------- |
| Clayton J. Lloyd International Airport | AXA       | TQPF      | 88.892 2008 | The Valley        |

### Antigua und Barbuda
| Name des Flughafens             | IATA-Code | ICAO-Code | Passagiere      | Zugeordnete Stadt |
| ------------------------------- | --------- | --------- | --------------- | ----------------- |
| Flughafen VC Bird International | ANU       | TAPA      | 00,92 Mio. 2009 | Saint John’s      |

### Aruba (autonomes Land im Königreich der Niederlande)
| Name des Flughafens                    | IATA-Code | ICAO-Code | Passagiere      | Zugeordnete Stadt |
| -------------------------------------- | --------- | --------- | --------------- | ----------------- |
| Aeropuerto Internacional Reina Beatrix | AUA       | TNCA      | 00,12 Mio. 2012 | Oranjestad        |

### Bahamas
| Name des Flughafens              | IATA-Code | ICAO-Code | Passagiere      | Zugeordnete Stadt |
| -------------------------------- | --------- | --------- | --------------- | ----------------- |
| Flughafen Nassau Lynden Pindling | NAS       | MYNN      | 00,25 Mio. 2014 | Nassau            |

### Barbados
| Name des Flughafens                 | IATA-Code | ICAO-Code | Passagiere      | Zugeordnete Stadt |
| ----------------------------------- | --------- | --------- | --------------- | ----------------- |
| Flughafen Bridgetown Grantley Adams | BGI       | TBPB      | 00,30 Mio. 2019 | Bridgetown        |

### Belize
| Name des Flughafens                        | IATA-Code | ICAO-Code | Passagiere      | Zugeordnete Stadt |
| ------------------------------------------ | --------- | --------- | --------------- | ----------------- |
| Philip S. W. Goldson International Airport | BZE       | MZBZ      | 00,54 Mio. 2013 | Belize City       |

### Bermuda (Vereinigtes Königreich)
| Name des Flughafens             | IATA-Code | ICAO-Code | Passagiere      | Zugeordnete Stadt |
| ------------------------------- | --------- | --------- | --------------- | ----------------- |
| L.F. Wade International Airport | BDA       | TXKF      | 00,90 Mio. 2019 | St. George’s      |

### Bonaire (Besondere Gemeinde der Niederlande)
| Name des Flughafens            | IATA-Code | ICAO-Code | Passagiere      | Zugeordnete Stadt |
| ------------------------------ | --------- | --------- | --------------- | ----------------- |
| Flamingo International Airport | BON       | TNCB      | 00,49 Mio. 2008 | Kralendijk        |

### Britische Jungferninseln (Vereinigtes Königreich)
| Name des Flughafens                        | IATA-Code | ICAO-Code | Passagiere   | Zugeordnete Stadt |
| ------------------------------------------ | --------- | --------- | ------------ | ----------------- |
| Terrance B. Lettsome International Airport | EIS       | TUPJ      | 357.362 2007 | Road Town         |

### Cayman Islands (Vereinigtes Königreich)
| Name des Flughafens                | IATA-Code | ICAO-Code | Passagiere      | Zugeordnete Stadt |
| ---------------------------------- | --------- | --------- | --------------- | ----------------- |
| Owen Roberts International Airport | GCM       | MWCR      | 00,13 Mio. 2016 | George Town       |

### Costa Rica
| Name des Flughafens                | IATA-Code | ICAO-Code | Passagiere      | Zugeordnete Stadt |
| ---------------------------------- | --------- | --------- | --------------- | ----------------- |
| Flughafen San José Juan Santamaría | SJO       | MROC      | 00,40 Mio. 2010 | San José          |

### Curaçao (autonomes Land im Königreich der Niederlande)
| Name des Flughafens | IATA-Code | ICAO-Code | Passagiere      | Zugeordnete Stadt |
| ------------------- | --------- | --------- | --------------- | ----------------- |
| Flughafen Curaçao   | CUR       | TNCC      | 00,47 Mio. 2022 | Willemstad        |

### Dominica
| Name des Flughafens            | IATA-Code | ICAO-Code | Passagiere | Zugeordnete Stadt |
| ------------------------------ | --------- | --------- | ---------- | ----------------- |
| Flughafen Roseau Melville Hall | DOM       | TDPD      |            | Roseau            |
| Flughafen Roseau Canefield     | DCF       | TDCF      |            | Roseau            |

### Dominikanische Republik
| Name des Flughafens                          | IATA-Code | ICAO-Code | Passagiere      | Zugeordnete Stadt          |
| -------------------------------------------- | --------- | --------- | --------------- | -------------------------- |
| Las Américas (Dr. José Fco. Peña Gómez)      | SDQ       | MDSD      | 00,07 Mio. 2011 | Santo Domingo              |
| El Catey (Samaná)                            | AZS       | MDCY      | 00,12 Mio. 2011 | Provinz Samaná             |
| Punta Cana                                   | PUJ       | MDPC      | 00,46 Mio. 2011 | Punta Cana                 |
| Puerto Plata (Gregorio Luperón)              | POP       | MDPP      | 00,76 Mio. 2011 | Puerto Plata               |
| La Romana                                    | LRM       | MDLR      | 00,24 Mio. 2011 | La Romana                  |
| Flughafen Santiago de los Caballeros (Cibao) | STI       | MDST      | 00,93 Mio. 2011 | Santiago de los Caballeros |

### El Salvador
| Name des Flughafens     | IATA-Code | ICAO-Code | Passagiere      | Zugeordnete Stadt |
| ----------------------- | --------- | --------- | --------------- | ----------------- |
| Cuscatlan International | SAL       | MSLP      | 00,73 Mio. 2015 | San Salvador      |

### Grenada
| Name des Flughafens                    | IATA-Code | ICAO-Code | Passagiere      | Zugeordnete Stadt |
| -------------------------------------- | --------- | --------- | --------------- | ----------------- |
| Flughafen Maurice Bishop International | GND       | TGPY      | 00,40 Mio. 2006 | St. George’s      |

### Grönland (Königreich Dänemark)
| Name des Flughafens     | IATA-Code | ICAO-Code | Passagiere      | Zugeordnete Stadt                 |
| ----------------------- | --------- | --------- | --------------- | --------------------------------- |
| Mittarfik Nuuk          | GOH       | BGGH      | 00,07 Mio. 2012 | Nuuk / Godthåb                    |
| Mittarfik Kangerlussuaq | SFJ       | BGSF      | 00,13 Mio. 2008 | Kangerlussuaq / Søndre Strømfjord |

### Guadeloupe (Frankreich)
| Name des Flughafens      | IATA-Code | ICAO-Code | Passagiere      | Zugeordnete Stadt |
| ------------------------ | --------- | --------- | --------------- | ----------------- |
| Flughafen Pointe-à-Pitre | PTP       | TFFR      | 00,05 Mio. 2011 | Pointe-à-Pitre    |

### Guatemala
| Name des Flughafens       | IATA-Code | ICAO-Code | Passagiere      | Zugeordnete Stadt |
| ------------------------- | --------- | --------- | --------------- | ----------------- |
| Flughafen Guatemala-Stadt | GUA       | MGGT      | 00,11 Mio. 2010 | Guatemala-Stadt   |
| Flughafen Flores          | FRS       | MGMM      | 00,11 Mio. 2014 | Flores            |

### Haiti
| Name des Flughafens      | IATA-Code | ICAO-Code | Passagiere      | Zugeordnete Stadt |
| ------------------------ | --------- | --------- | --------------- | ----------------- |
| Flughafen Port-au-Prince | PAP       | MTPP      | 00,50 Mio. 2015 | Port-au-Prince    |

### Honduras
| Name des Flughafens      | IATA-Code | ICAO-Code | Passagiere      | Zugeordnete Stadt |
| ------------------------ | --------- | --------- | --------------- | ----------------- |
| Flughafen Comayagua      | XPL       | MHPR      | 00,18 Mio. 2012 | Comayagua         |
| Flughafen La Ceiba       | LCE       | MHLC      | 00,18 Mio. 2012 | La Ceiba          |
| Flughafen San Pedro Sula | SAP       | MHLM      | 00,77 Mio. 2012 | San Pedro Sula    |
| Flughafen Roatan         | RTB       | MHRO      | 00,25 Mio. 2012 | Roatán            |
| Flughafen Tegucigalpa    | TGU       | MHTG      | 00,58 Mio. 2012 | Tegucigalpa       |
| Flughafen Trujillo       | TJI       | MHTJ      |                 | Trujillo          |

### Jamaika
| Name des Flughafens   | IATA-Code | ICAO-Code | Passagiere      | Zugeordnete Stadt  |
| --------------------- | --------- | --------- | --------------- | ------------------ |
| Flughafen Kingston    | KIN       | MKJP      | 00,56 Mio. 2022 | Kingston (Jamaika) |
| Flughafen Montego Bay | MBJ       | MKJS      | 00,36 Mio. 2022 | Montego Bay        |

### Kanada
| Name des Flughafens                                 | IATA-Code | ICAO-Code | Passagiere      | Zugeordnete Stadt          |
| --------------------------------------------------- | --------- | --------- | --------------- | -------------------------- |
| Abbotsford International Airport                    | YXX       | CYXX      | 00,50 Mio. 2006 | Vancouver                  |
| Calgary International Airport                       | YYC       | CYYC      | 12,77 Mio. 2011 | Calgary                    |
| Flughafen Charlottetown                             | YYG       | CYYG      | 00,23 Mio. 2006 | Charlottetown              |
| Edmonton International Airport                      | YEG       | CYEG      | 00,28 Mio. 2011 | Edmonton                   |
| Fort McMurray International Airport                 | YMM       | CYMM      | 00,44 Mio. 2006 | Fort McMurray              |
| Gander International Airport                        | YQX       | CYQX      | 00,06 Mio. 2006 | Gander                     |
| Goose Bay                                           | YYR       | CYYR      | 00,08 Mio. 2006 | Happy Valley-Goose Bay     |
| Flughafen Moncton                                   | YQM       | CYQM      | 00,56 Mio. 2006 | Moncton                    |
| Halifax-Stanfield International Airport             | YHZ       | CYHZ      | 00,60 Mio. 2011 | Halifax                    |
| John C. Munro Hamilton International Airport        | YHM       | CYHM      | 00,53 Mio. 2006 | Hamilton                   |
| Flughafen Kamloops                                  | YKA       | CYKA      | 00,20 Mio. 2007 | Kamloops                   |
| Kelowna International Airport                       | YLW       | CYLW      | 00,39 Mio. 2011 | Kelowna                    |
| Flughafen Montréal-Trudeau                          | YUL       | CYUL      | 13,66 Mio. 2011 | Montreal                   |
| Flughafen Montréal-Mirabel                          | YMX       | CYMX      |                 | Montreal                   |
| Ottawa Macdonald-Cartier International Airport      | YOW       | CYOW      | 00,62 Mio. 2011 | Ottawa                     |
| Flughafen Québec                                    | YQB       | CYQB      | 00,31 Mio. 2011 | Québec                     |
| Regina International Airport                        | YQR       | CYQR      | 00,87 Mio. 2006 | Regina                     |
| Flughafen Saint John                                | YSJ       | CYSJ      | 00,19 Mio. 2006 | Saint John (New Brunswick) |
| Saskatoon John G. Diefenbaker International Airport | YXE       | CYXE      | 00,04 Mio. 2007 | Saskatoon                  |
| Flughafen Sault Ste. Marie                          | YAM       | CYAM      | 00,14 Mio. 2007 | Sault Ste. Marie           |
| Flughafen Schefferville                             | YKL       | CYKL      |                 | Schefferville              |
| St. John’s International Airport                    | YYT       | CYYT      | 00,24 Mio. 2006 | St. John’s (Neufundland)   |
| Thunder Bay Airport                                 | YQT       | CYQT      | 00,60 Mio. 2006 | Thunder Bay                |
| Flughafen Toronto-Pearson                           | YYZ       | CYYZ      | 33,44 Mio. 2011 | Toronto                    |
| Billy Bishop Toronto City Airport                   | YTZ       | CYTZ      |                 | Toronto                    |
| Vancouver International Airport                     | YVR       | CYVR      | 17,03 Mio. 2011 | Vancouver                  |
| Flughafen Victoria International                    | YYJ       | CYYJ      | 00,50 Mio. 2011 | Victoria                   |
| Flughafen Wabush                                    | YWK       | CYWK      | 00,07 Mio. 2007 | Wabush                     |
| Flughafen Winnipeg                                  | YWG       | CYWG      | 00,39 Mio. 2011 | Winnipeg                   |

### Kuba
| Name des Flughafens          | IATA-Code | ICAO-Code | Passagiere      | Zugeordnete Stadt |
| ---------------------------- | --------- | --------- | --------------- | ----------------- |
| Flughafen Jardines del Rey   | CCC       | MUCC      |                 | Cayo Coco         |
| Flughafen Havanna-José Martí | HAV       | MUHA      | 00,47 Mio. 2005 | Havanna           |
| Flughafen Holguín            | HOG       | MUHG      |                 | Holguín           |
| Flughafen Santiago de Cuba   | SCU       | MUCU      |                 | Santiago de Cuba  |
| Flughafen Varadero           | VRA       | MUVR      | 00,28 Mio. 2009 | Varadero          |

### Martinique (Frankreich)
| Name des Flughafens               | IATA-Code | ICAO-Code | Passagiere      | Zugeordnete Stadt |
| --------------------------------- | --------- | --------- | --------------- | ----------------- |
| Flughafen Martinique Aimé Césaire | FDF       | TFFF      | 00,73 Mio. 2011 | Fort de France    |

### Mexiko
| Name des Flughafens                    | IATA-Code | ICAO-Code | Passagiere      | Zugeordnete Stadt                  |
| -------------------------------------- | --------- | --------- | --------------- | ---------------------------------- |
| Flughafen Acapulco                     | ACA       | MMAA      | 00,84 Mio. 2022 | Acapulco, Guerrero                 |
| Flughafen Aguascalientes               | AGU       | MMAS      | 00,79 Mio. 2022 | Aguascalientes, Aguascalientes     |
| Flughafen Campeche                     | CPE       | MMCP      | 00,14 Mio. 2022 | Campeche, Campeche                 |
| Flughafen Cancún                       | CUN       | MMUN      | 10,71 Mio. 2022 | Cancún, Quintana Roo               |
| Flughafen Chetumal                     | CTM       | MMCM      | 00,37 Mio. 2022 | Chetumal, Quintana Roo             |
| Flughafen Chichén Itzá                 | CZA       | MMCT      |                 | Chichén Itzá, Yucatán              |
| Flughafen Chihuahua                    | CUU       | MMCU      | 00,73 Mio. 2022 | Chihuahua, Chihuahua               |
| Flughafen Ciudad Juarez                | CJS       | MMCS      | 00,00 Mio. 2022 | Ciudad Juárez, Chihuahua           |
| Flughafen Ciudad Lázaro Cárdenas       | LZC       | MMLC      | 00,23 Mio. 2014 | Ciudad Lázaro Cárdenas, Michoacán  |
| Flughafen Cozumel                      | CZM       | MMCZ      | 00,66 Mio. 2022 | Cozumel, Yucatán                   |
| Flughafen Culiacán                     | CUL       | MMCL      | 00,43 Mio. 2022 | Culiacán, Sinaloa                  |
| Flughafen Del Bajío                    | BJX       | MMLO      | 00,58 Mio. 2022 | León, Guanajuato                   |
| Flughafen Durango (Mexico)             | DGO       | MMDO      | 00,49 Mio. 2022 | Victoria de Durango, Durango       |
| Flughafen Felipe Ángeles               | NLU       | MMSM      |                 | Mexiko-Stadt                       |
| Flughafen Guadalajara                  | GDL       | MMGL      | 15,74 Mio. 2022 | Guadalajara, Jalisco               |
| Flughafen Hermosillo                   | HMO       | MMHO      | 00,94 Mio. 2022 | Hermosillo, Sonora                 |
| Flughafen Huatulco                     | HUX       | MMBT      | 00,97 Mio. 2022 | Santa María Huatulco, Oaxaca       |
| Flughafen Ixtapa-Zihuatanejo           | ZIH       | MMZH      | 00,59 Mio. 2022 | Zihuatanejo, Guerrero              |
| Flughafen La Paz (Baja California Sur) | LAP       | MMLP      | 00,08 Mio. 2022 | La Paz, Baja California Sur        |
| Flughafen Loreto                       | LTO       | MMLT      | 00,13 Mio. 2022 | Loreto, Baja California Sur        |
| Flughafen Los Cabos                    | SJD       | MMSD      | 00,84 Mio. 2022 | Los Cabos, Baja California Sur     |
| Flughafen Los Mochis                   | LMM       | MMLM      | 00,42 Mio. 2022 | Los Mochis, Sinaloa                |
| Flughafen Mazatlán                     | MZT       | MMMZ      | 00,45 Mio. 2022 | Mazatlán, Sinaloa                  |
| Flughafen Manzanillo                   | ZLO       | MMZO      | 00,17 Mio. 2022 | Manzanillo, Colima                 |
| Flughafen Mérida                       | MID       | MMMD      | 00,08 Mio. 2022 | Mérida, Yucatán                    |
| Flughafen Mexicali                     | MXL       | MMML      | 00,30 Mio. 2022 | Mexicali, Baja California          |
| Flughafen Mexiko-Stadt                 | MEX       | MMMX      | 46,20 Mio. 2022 | Mexiko-Stadt, Distrito Federal     |
| Flughafen Monterrey                    | MTY       | MMMY      | 10,94 Mio. 2022 | Monterrey, Nuevo León              |
| Flughafen Minatitlán                   | MTT       | MMMT      | 00,11 Mio. 2022 | Minatitlán, Veracruz               |
| Flughafen Morelia                      | MLM       | MMMM      | 00,12 Mio. 2022 | Morelia, Michoacán                 |
| Flughafen Oaxaca de Juárez             | OAX       | MMOX      | 00,30 Mio. 2022 | Oaxaca de Juárez, Oaxaca           |
| Flughafen Puebla                       | PBC       | MMPB      | 00,79 Mio. 2022 | Heroica Puebla de Zaragoza, Puebla |
| Flughafen Puerto Escondido             | PXM       | MMPS      | 00,73 Mio. 2022 | Puerto Escondido, Oaxaca           |
| Flughafen Puerto Vallarta              | PVR       | MMPR      | 00,12 Mio. 2022 | Puerto Vallarta, Jalisco           |
| Flughafen Reynosa                      | REX       | MMRX      | 00,52 Mio. 2022 | Reynosa, Tamaulipas                |
| Flughafen San Luis Potosí              | SLP       | MMSP      | 00,63 Mio. 2022 | San Luis Potosí, San Luis Potosí   |
| Flughafen Tampico                      | TAM       | MMTM      | 00,50 Mio. 2022 | Tampico, Tamaulipas                |
| Flughafen Tapachula                    | TAP       | MMTP      | 00,50 Mio. 2022 | Tapachula, Chiapas                 |
| Flughafen Tijuana                      | TIJ       | MMTJ      | 12,31 Mio. 2022 | Tijuana, Baja California Norte     |
| Flughafen Toluca                       | TLC       | MMTO      | 00,15 Mio. 2010 | Toluca, Bundesstaat México         |
| Flughafen Torreón                      | TRC       | MMTC      | 00,67 Mio. 2022 | Torreón, Coahuila                  |
| Flughafen Tuxtla Gutiérrez             | TGZ       | MMTG      | 00,64 Mio. 2010 | Tuxtla Gutiérrez, Chiapas          |
| Flughafen Veracruz                     | VER       | MMVR      | 00,33 Mio. 2022 | Veracruz, Veracruz                 |
| Flughafen Villahermosa                 | VSA       | MMVA      | 00,21 Mio. 2022 | Villahermosa, Tabasco              |
| Flughafen Zacatecas                    | ZCL       | MMZC      | 00,59 Mio. 2022 | Zacatecas, Zacatecas               |

### Montserrat (Vereinigtes Königreich)
| Name des Flughafens       | IATA-Code | ICAO-Code | Passagiere | Zugeordnete Stadt |
| ------------------------- | --------- | --------- | ---------- | ----------------- |
| Flughafen John A. Osborne | MNI       | TRPG      |            | George Town       |

### Nicaragua
| Name des Flughafens              | IATA-Code | ICAO-Code | Passagiere      | Zugeordnete Stadt |
| -------------------------------- | --------- | --------- | --------------- | ----------------- |
| Aeropuerto Managua Internacional | MGA       | MNMG      | 00,15 Mio. 2010 | Managua           |

### Panama
| Name des Flughafens                 | IATA-Code | ICAO-Code | Passagiere      | Zugeordnete Stadt |
| ----------------------------------- | --------- | --------- | --------------- | ----------------- |
| Aeropuerto Internacional de Tocumen | PTY       | MPTO      | 00,84 Mio. 2011 | Panama-Stadt      |

### Puerto Rico (Vereinigte Staaten)
| Name des Flughafens                       | IATA-Code | ICAO-Code | Passagiere      | Zugeordnete Stadt |
| ----------------------------------------- | --------- | --------- | --------------- | ----------------- |
| Aeropuerto Internacional Luis Muñoz Marín | SJU       | TJSJ      | 00,41 Mio. 2017 | Carolina/San Juan |

### Saint-Barthélemy (Frankreich)
| Name des Flughafens | IATA-Code | ICAO-Code | Passagiere      | Zugeordnete Stadt |
| ------------------- | --------- | --------- | --------------- | ----------------- |
| Flughafen St. Barth | SBH       | TFFJ      | 00,15 Mio. 2011 | Gustavia          |

### Saint-Martin (Frankreich)
| Name des Flughafens    | IATA-Code | ICAO-Code | Passagiere   | Zugeordnete Stadt |
| ---------------------- | --------- | --------- | ------------ | ----------------- |
| Flughafen Saint Martin | SFG       | TFFG      | 217.823 2016 | Saint-Martin      |

### Saint-Pierre und Miquelon (Frankreich)
| Name des Flughafens  | IATA-Code | ICAO-Code | Passagiere | Zugeordnete Stadt |
| -------------------- | --------- | --------- | ---------- | ----------------- |
| Flugplatz Miquelon   | MQC       | LFVM      |            | Miquelon (Insel)  |
| Flughafen St. Pierre | FSP       | LFVP      |            | St. Pierre        |

### Sint Maarten (autonomes Land im Königreich der Niederlande)
| Name des Flughafens        | IATA-Code | ICAO-Code | Passagiere      | Zugeordnete Stadt |
| -------------------------- | --------- | --------- | --------------- | ----------------- |
| Flughafen Princess Juliana | SXM       | TNCM      | 00,65 Mio. 2010 | Philipsburg       |

### St. Kitts und Nevis
| Name des Flughafens                           | IATA-Code | ICAO-Code | Passagiere | Zugeordnete Stadt     |
| --------------------------------------------- | --------- | --------- | ---------- | --------------------- |
| Flughafen Vance Winkworth Amory International | NEV       | TKPN      |            | Charlestown, Nevis    |
| Flughafen Robert L. Bradshaw International    | SKB       | TKPK      |            | Basseterre, St. Kitts |

### St. Lucia
| Name des Flughafens               | IATA-Code | ICAO-Code | Passagiere      | Zugeordnete Stadt |
| --------------------------------- | --------- | --------- | --------------- | ----------------- |
| Flughafen George F. L. Charles    | SLU       | TLPC      | 00,37 Mio. 2007 | Castries          |
| Flughafen Hewanorra International | UVF       | TLPL      | 00,62 Mio. 2015 | Vieux Fort        |

### Trinidad und Tobago
| Name des Flughafens                     | IATA-Code | ICAO-Code | Passagiere      | Zugeordnete Stadt |
| --------------------------------------- | --------- | --------- | --------------- | ----------------- |
| Flughafen Port of Spain                 | POS       | TTPP      | 00,50 Mio. 2015 | Port of Spain     |
| A. N. R. Robinson International Airport | TAB       | TTCP      | 00,74 Mio. 2015 | Scarborough       |

### Turks- und Caicosinseln (Vereinigtes Königreich)
| Name des Flughafens      | IATA-Code | ICAO-Code | Passagiere   | Zugeordnete Stadt |
| ------------------------ | --------- | --------- | ------------ | ----------------- |
| Flughafen Providenciales | PLS       | MBPV      | 939.814 2016 | Providenciales    |

### Vereinigte Staaten
- siehe Liste der Verkehrsflughäfen in den Vereinigten Staaten